# Touch My Body
Touch My Body – piosenka w stylu pop / R&B skomponowana przez Mariah Carey, The-Dreama i Crystala „Cri$tyle” Johnsona na jedenasty studyjny album Carey, E=MC² (2008). Utwór został pierwszym singlem promującym album, a za jego produkcję oprócz wokalistki odpowiedzialni są Christopher „Tricky” Stewart oraz The-Dream. Singiel ten jest osiemnastym numerem 1 na liście Billboard Hot 100.

## Informacje
"Touch My Body” został wybrany jako główny singel z krążka po głosowaniu przeprowadzonym przez menedżera Mariah Carey oraz personelu kierowniczego wytwórni Island Records. Carey przyznała, że grupa zdecydowała się, aby artystka wydała piosenkę o szybkim tempie, która spodoba się każdemu odbiorcy o różnych wymaganiach; sami opisali utwór jako zabawny, seksowny i uroczy.
Singel miał swoją premierę w specjalistycznym systemie za pośrednictwem strony internetowej All Access dnia 12 lutego 2008 roku o godzinie 18:30. Premiera radiowa singla odbyła się dnia tego samego dnia o godzinie 14:20 dzięki stacji B96 w Chicago.

## Promowanie
Po raz pierwszy Carey wykonała utwór „na żywo” dnia 15 marca 2008 r. w programie Saturday Night Live. Później artystka promowała singiel w takich programach jak The Hills, Jimmy Kimmel Live!, Good Morning America oraz podczas gali Teen Choice Awards.

## Nagrody i nominacje
Klip do piosenki otrzymał nagrodę BET Awards w kategorii „Najlepszy Komediowy Teledysk” oraz został nominowany do nagrody MTV Video Music Awards w kategorii „Najlepszy Żeński Teledysk”.
Singiel „Touch My Body” ma duże znaczenie dla kariery Mariah, gdyż jest to 18 numer 1 na liście Billboard Hot 100, pozwoliło to pokonać rekord Elvisa Presleya i Carey została wokalistką solową z największą liczbą #1 na tej liście. Z tego powodu artystka została uhonorowana specjalną nagrodą podczas gali World Music Awards 2008.
Kolejnym rekordem, do którego przyczyniła się piosenka Touch My Body, to czas przebywania singli na pozycji numer 1 notowania Billboard Hot 100. Osiemnaście singli Mariah Carey było #1 co dało łącznie 79 tygodni. Z tego tytułu artystka otrzymała honorową nagrodę podczas gali American Music Awards 2008.

## Remix
W przypadku tego singla pojawiło się kilka remiksów. Do oficjalnych należą te skomponowane przez producentów Christophera „Tricky” Stewarta – „Touch My Body"(Tricky Remix) oraz The-Dream'a – „Touch My Body (Love/Hate Remix)”. The-Dream skomponował również remix z raperem Rickiem Rossem. Do nieoficjalnych wersji należy zaliczyć remix R. Kelly oraz liczne wersje zrobione przez fanów.

### Lista remixów
1. „Touch My Body” Remix (featuring The-Dream)[9]
2. „Touch My Body” (ZAX Can't Touch It Mix)
3. „Touch My Body” (Seamus Haji Radio Edit)
4. „Touch My Body” (Bizzy Bone Remix)
5. „Touch My Body” Tricky Remix (featuring The-Dream & Rick Ross)[10]

## Teledysk
Reżyserem teledysku do singla był Brett Ratner, który współpracował z Carey na planach do klipów promujących single „I Still Believe”, „Heartbreaker”, „Thank God I Found You”, „It's like That” oraz „We Belong Together”. W wywiadzie dla portalu AllHipHop.com, Ratner wyznał, że „Mariah jest na szczycie jej przygody z muzyką i nigdy nie wyglądała tak dobrze jak teraz... To będzie jej szósty teledysk powstały przy współpracy ze mną i jest on zdecydowanie najlepszy wizualnie zupełnie tak jak muzykalnie. Klip do „Touch My Body” perfekcyjnie łączy kombinację fantazji oraz komedii z Mariah, która wygląda piękniej niż kiedykolwiek.” W videoclipie wystąpił Jack McBrayer, gwiazda serialu 30 Rock, który wcielił się w postać fana Carey.
Teledysk miał premierę dnia 27 lutego 2008 roku w stacji MTV podczas programu TRL oraz stacji BET w programie 106 & Park; aby promować swój klip, sama wokalistka zjawiła się w studiach obydwu stacji. Klip ukazał się również na oficjalnej stronie internetowej wytwórni Island Records.
Klip zajął 1 miejsce amerykańskiego notowania Billboard Hot Videoclip Tracks

## Lista i format singla
Europa CD singel
1. „Touch My Body” (Wersja albumowa)
2. „Touch My Body” (Seamus Haji Radio Edit)

Japonia CD singel
1. „Touch My Body” (Wersja albumowa)
2. „Touch My Body” (Remix feat. The-Dream)
3. „Touch My Body” (Seamus Haji Club Mix)

Australia / Europa CD maxi singel
1. „Touch My Body” (Wersja albumowa)
2. „Touch My Body” (Remix feat. The-Dream)
3. „Touch My Body” (Seamus Haji Club Mix)
4. „Touch My Body” (Teledysk)

Niemcy CD maxi singel
1. „Touch My Body” (Album Version)
2. „Touch My Body” (Craig C’s Radio Edit)
3. „Touch My Body” (Seamus Haji Club Edit)
4. „Touch My Body” (Wersja instrumentalna)
5. „Touch My Body” (Teledysk)

## Data wydania
| Region            | Data            | Format                                      |
| ----------------- | --------------- | ------------------------------------------- |
| Stany Zjednoczone | 12 lutego 2008  | Airplay                                     |
| Stany Zjednoczone | 24 marca 2008   | Digital download                            |
| Stany Zjednoczone | 1 kwietnia 2008 | CD singel                                   |
| Europa            | 28 marca 2008   | CD singel, digital download, CD maxi singel |
| Niemcy            | 28 marca 2008   | CD singel, digital download, CD maxi singel |
| Wielka Brytania   | 31 marca 2008   | CD singel, digital download                 |
| Japonia           | 2 kwietnia 2008 | CD singel, digital download                 |

## Listy przebojów
| Kraj              | Lista przebojów (2008)          | Pozycja |
| ----------------- | ------------------------------- | ------- |
| Australia         | ARIA Singles Chart              | 17      |
| Austria           | Singles Top 75                  | 10      |
| Belgia            | Singles Top 50                  | 14      |
| Bułgaria          | Singles Top 40                  | 5       |
| Dania             | Singles Top 40                  | 20      |
| Francja           | Singles Top 100                 | 16      |
| Holandia          | Dutch Top 40                    | 14      |
| Irlandia          | Singles Top 50                  | 13      |
| Izrael            | Singles Chart                   | 4       |
| Japonia           | Hot 100 Singles                 | 5       |
| Kanada            | Canadian Hot 100                | 2       |
| Niemcy            | Singles Chart                   | 6       |
| Norwegia          | Singles Top 20                  | 10      |
| Nowa Zelandia     | RIANZ Singles Chart             | 3       |
| Portugalia        | Singles Top 50                  | 11      |
| Szwecja           | Singles Top 60                  | 14      |
| Szwajcaria        | Singles Top 100                 | 3       |
| Włochy            | Siingles Chart                  | 5       |
| Stany Zjednoczone | Billboard Hot 100               | 1       |
| Stany Zjednoczone | Billboard Hot R&B/Hip-Hop Songs | 2       |
| Stany Zjednoczone | Billboard Pop 100               | 1       |
| Stany Zjednoczone | Billboard Hot Dance Club Play   | 1       |
| Stany Zjednoczone | Billboard Hot 100 Airplay       | 2       |
| Stany Zjednoczone | Billboard Rhythmic Top 40       | 3       |
| Stany Zjednoczone | ARC Weekly Top 40               | 4       |
| Wielka Brytania   | UK Singles Chart                | 5       |
| Wielka Brytania   | R&B Chart                       | 1       |
| Wielka Brytania   | UK Airplay Chart                | 13      |
| Europa            | European Hot 100                | 3       |
| Świat             | United World Chart              | 2       |

### Notowania
Singel legalnie w sprzedaży digital download ukazał się dnia 24 marca 2008 w Stanach Zjednoczonych. Utwór zadebiutował na pozycji #57 oficjalnego notowania najlepiej sprzedawanych singli w Stanach Zjednoczonych Billboard Hot 100. Następnego tygodnia piosenka znalazła się na miejscu #34, aby potem pojawić się na szczycie notowania. W Kanadzie natomiast singel zadebiutował w notowaniu Canadian Hot 100 na pozycji #97; kompozycja zajęła pozycję #2. Kilka tygodni po zjawieniu się piosenki na listach w USA oraz Kanadzie, „Touch My Body” zadebiutował na liście United World Chart na miejscu #38; tydzień później zanotował na liście największą, korzystną zmianę o osiem pozycji „w górę”. Singel jako najwyższą pozycję, osiągnął szczytne miejsce #2.

## Sprzedaż i certyfikaty
| Kraj              | Sprzedaż   | Certyfikat |
| ----------------- | ---------- | ---------- |
| Australia         | 22,500+    | –          |
| Francja           | 50,000+    | –          |
| Niemcy            | 50,000+    | –          |
| Stany Zjednoczone | 1,250,000+ | PLATYNA    |
| Wielka Brytania   | 125,000+   | –          |
| Świat             | 3,362,000+ | PLATYNA    |